# Simone van de Weerd
Simone van de Weerd (30 november 1992) is een Nederlands voetbalster.

## Loopbaan
Van de Weerd behoorde vanaf 2009 tot de speelsters van het FC Utrecht dat in 2007 toetrad tot de Eredivisie voor vrouwen. Momenteel speelt zij bij Saestum in de topklasse. In het seizoen (2016/17) scoorde ze een hattrick in de bekerwedstrijd tegen Ajax. Van de Weerd was tevens topscoorder van Saestum in dit seizoen. Het seizoen daarop (2017/18) werd Saestum kampioen, opnieuw door veel doelpunten van Van de Weerd.

## Statistieken
| Seizoen                   | Club       | Land      | Competitie            | Wed. | Goals |
| ------------------------- | ---------- | --------- | --------------------- | ---- | ----- |
| 2009/10                   | FC Utrecht | Nederland | Eredivisie            | 2    |       |
| 2010/11                   | FC Utrecht | Nederland | Eredivisie            | 7    | 0     |
| 2011/12                   | FC Utrecht | Nederland | Eredivisie            | 14   | 0     |
| 2012/13                   | FC Utrecht | Nederland | BeNe League Orange    | 14   | 1     |
| 2012/13                   | FC Utrecht | Nederland | Women's BeNe League B | 2    | 1     |
| Totaal                    | Totaal     | Totaal    | Totaal                | 39   | 2     |
| Bijgewerkt tot 2 mei 2013 |            |           |                       |      |       |